# 고창초등학교 (경기)
고창초등학교(高昌初等學校)는 대한민국 경기도 김포시에 있는 공립 초등학교이다.

## 학교 연혁
- 1946년 10월 17일 김포국민학교 장기분교장 인가
- 1949년 9월 5일 고창국민학교로 승격 개교
- 1950년 5월 6일 제1회 졸업
- 1978년 1월 4일 본관 1층 6개 교실 개축
- 1981년 3월 4일 고창국민학교 병설 유치원 개원
- 1996년 3월 1일 고창초등학교로 교명 변경
- 1999년 8월 25일 신관 신축 7개 교실
- 2004년 11월 29일 교육박물관 개관
- 2008년 6월 4일 교육과학기술부지정 영어연구학교 최종보고
- 2008년 9월 1일 본교 강당 및 급식소 신축 공사
- 2010년 2월 11일 제61회 졸업식(총 졸업생 수 7,132명)
- 2010년 2월 28일 2009학년도 교원능력개발평가 선도학교 운영
- 2010년 3월 1일 30학급(특수학급 2학급) 편성
- 2012년 2월 15일 제63회 졸업식 (총 졸업생수7,529명)
- 2012년 3월 1일 32학급(특수학급 2학급) 편성 (981명)
- 2012년 9월 1일 제21대 김배신 교장선생님 취임
- 2013년 2월 15일 제64회 졸업식(총 졸업생 수 7,739명)
- 2013년 3월 1일 28학급(특수학급 2학급) 편성
- 2014년 2월 14일 제65회 졸업식(총 졸업생 수 7,936명)
- 2014년 3월 1일 32학급(특수학급 1학급) 편성
- 2016년 9월 1일 제22대 성상원 교장선생님 취임